# Jarmuk (Flüchtlingslager)

Das Flüchtlingsviertel Jarmuk nimmt den südwestlichen Teil des gleichnamigen Stadtbezirks Al-Yarmouk ein.

Jarmuk (arabisch مخيم اليرموك, DMG Muḫayyam al-Yarmūk, englisch Yarmouk Camp) ist ein etwa 2,1 km² großes Wohn- und Geschäftsviertel am Rand der syrischen Hauptstadt Damaskus. Es befindet sich an der südlichen Stadtgrenze im gleichnamigen Stadtbezirk, östlich des Stadtbezirks Qadam (Al-Kadam), und ist Teil des Gouvernement Damaskus. Jarmuk wird überwiegend von Flüchtlingen aus Palästina und deren Nachfahren bewohnt. Von 2015 bis 2018 stand das sogenannte Flüchtlingsviertel unter Kontrolle des Islamischen Staats.

## Geschichte
Das Viertel ist aus einem Flüchtlingslager hervorgegangen, das 1957 für palästinensische Flüchtlinge aus dem ersten arabisch-israelischen Krieg 1948 gegründet wurde. Wie auch andere Flüchtlingslager in Syrien entwickelte sich Jarmuk zu einem normalen Stadtviertel mit Wohnhäusern und Geschäften. In Jarmuk lebten zeitweise bis zu 150.000 Palästinenser, aber auch Syrer. Die Palästinenser galten als Gäste und waren den Syrern rechtlich weitgehend gleichgestellt. Sie besaßen kein Wahlrecht, konnten aber studieren und alle Berufe ausüben, Häuser bauen und Firmen gründen. Bei Beginn des Aufstands gegen Syriens Präsidenten Assad gab es auch in Jarmuk Proteste gegen ihn und die Kontrolle der Volksfront zur Befreiung Palästinas (PFLP). 2011 eskalierte die Situation, als die Demonstranten das PFLP-Hauptquartier in Jarmuk niederbrannten: 14 Menschen wurden erschossen. Viele Palästinenser schlossen sich daraufhin der Freien Syrischen Armee an.
Im Frühjahr 2015 war Jarmuk von IS-Extremisten eingeschlossen und somit von der Außenwelt abgeschlossen. Anfang April 2015 war das Lager unter Kontrolle des IS. Am 8. April 2015 kündigte die syrische Regierung die Rückeroberung an. UN-Generalsekretär Ban Ki Moon appellierte am 10. April 2015 an die Weltöffentlichkeit, dass Jarmuk einem Todeslager gleiche und sich hier eine Katastrophe von epischem Ausmaß zutrage. Zu diesem Zeitpunkt befanden sich etwa 16.000 Menschen in Jarmuk, darunter 3.500 Kinder.
Seit 21. Mai 2018 befindet sich Jarmuk wieder unter der Kontrolle der syrischen Regierung.

## Persönlichkeiten
- Aeham Ahmad (* 1988), palästinensisch-syrischer Pianist
- Ahmad Joudeh (* 1990), niederländischer Tänzer und Choreograf